# 월류봉

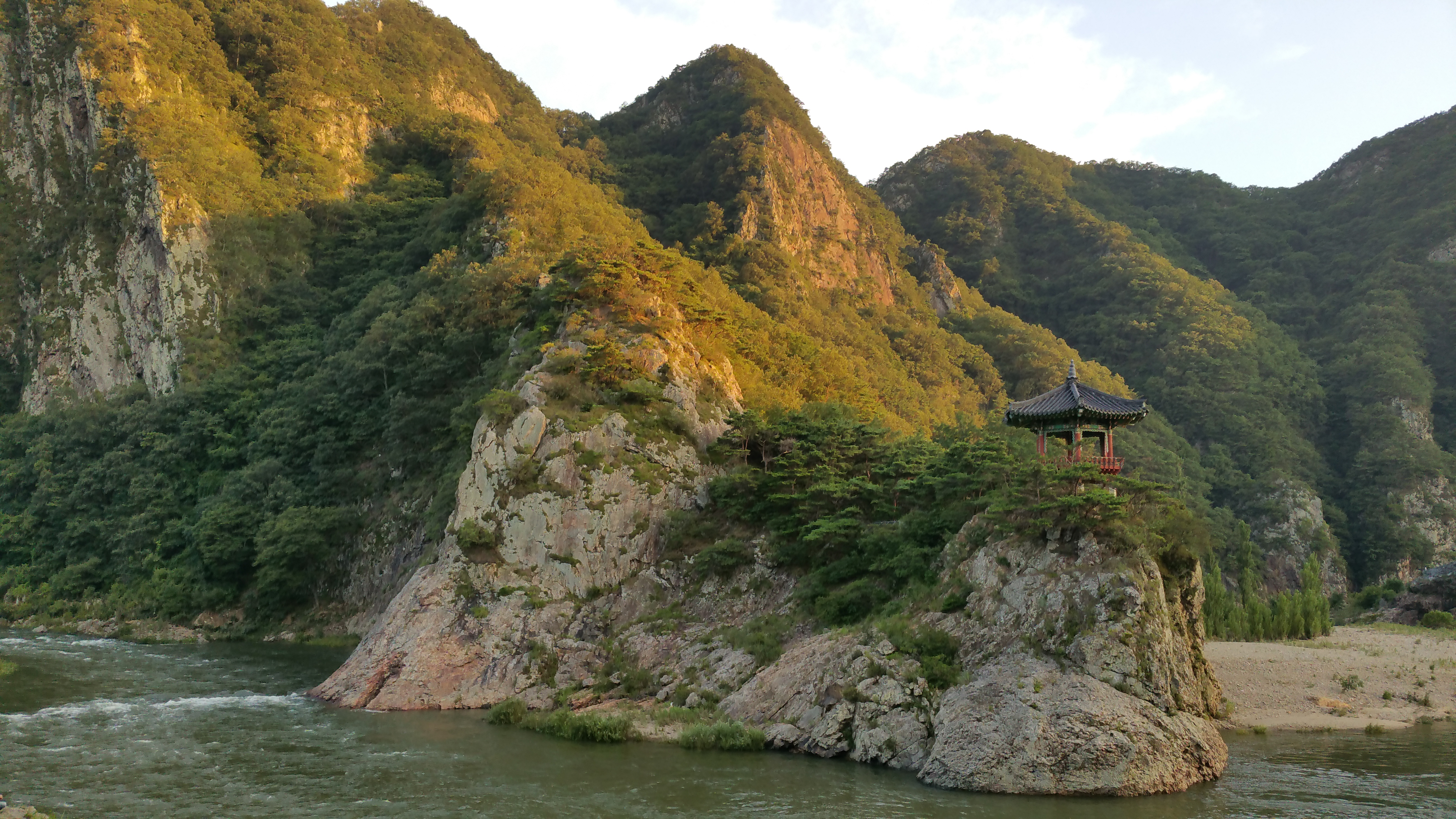
월류정

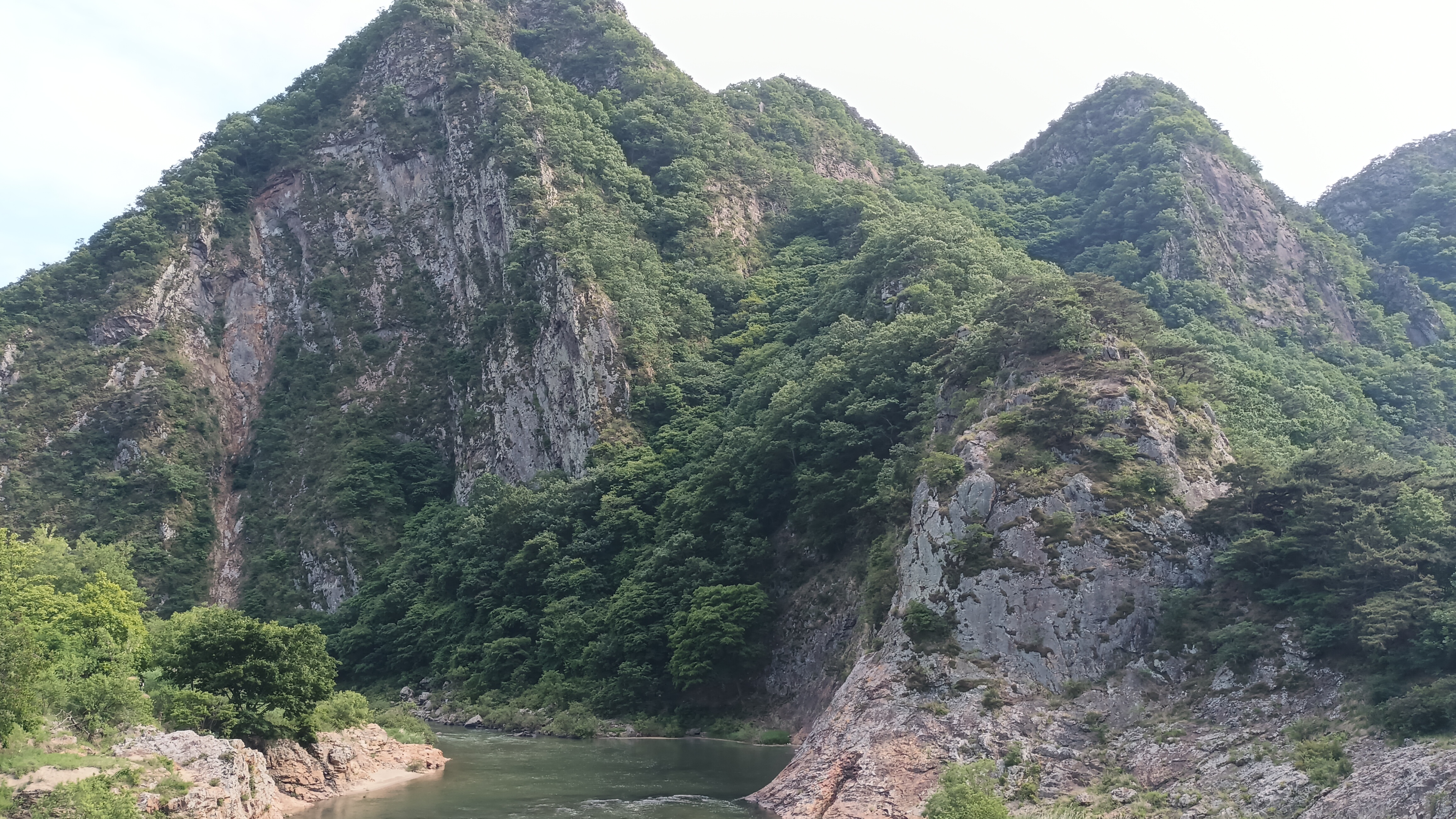
월류봉의 중생대 백악기 석영반암 및 영동층군 원촌리층

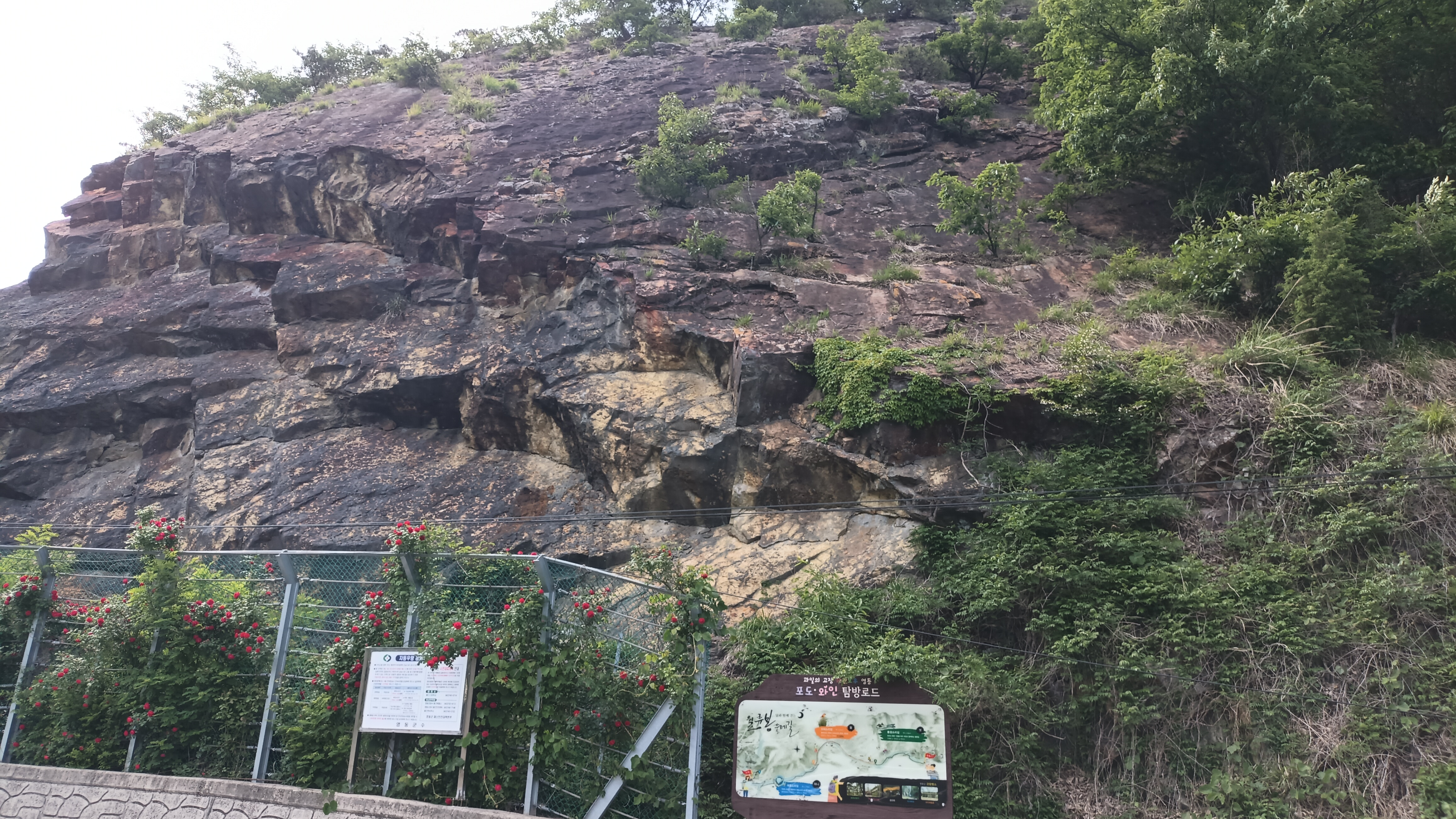
월류봉 앞 중생대 백악기 영동층군 원촌리층

월류봉(月留峰)은 충북 영동군 황간면 원촌리에 위치한 407 m의 석영반암 및 영동층군 봉우리로 한천팔경(寒泉八景)중 하나다.

## 개요
한천팔경은 월류봉, 사군봉, 산양벽, 용연대, 화헌악, 청학굴, 법존암, 한천정사 등 이 일대 여덟 곳의 절경을 일컫는다.
달도 머물다 간다는 월류봉(月留峰)의 봉우리 이름은 달이 능선을 따라 물 흐르듯 기운다는 모습에서 유래됐다. 봉우리 꼭대기에는 월류정이 자리하고 있다. 근처에 조선 중기 문인 우암 송시열(1607~1689) 선생이 머무르며 학문을 닦고 후학을 길렀던 곳인 한천정사도 있다.

## 지질
월류봉의 암석은 지질학적으로 중생대 백악기의 석영반암과 영동층군 원촌리층에 해당한다.